# Michael Bacall
Michael Bacall is een Amerikaanse scenarioschrijver en acteur. Hij speelde onder andere in Free Willy, Grindhouse, Inglourious Basterds en Manic. De laatstgenoemde heeft hij ook geschreven.

## Filmografie

### Geacteerd
- 1989: Wait Until Spring, Bandini
- 1993: Free Willy
- 2000: Urban Legends: Final Cut
- 2001: Manic
- 2007: Grindhouse
- 2009: Inglourious Basterds
- 2012: Django Unchained

### Geschreven
- 2001: Manic
- 2003: Bookies
- 2009: Scott Pilgrim vs. the World
- 2012: Project X
- 2012: 21 Jump Street